# Ropica fuscovariegata
Ropica fuscovariegata là một loài bọ cánh cứng trong họ Cerambycidae.